# A Long March: The First Recordings
A Long March: The First Recordings – album grupy As I Lay Dying. Album ten jest kompilacją utworów z poprzednich płyt.

## Lista utworów
1. "Illusions" (re-recorded version)
2. "The Beginning" (wersja nagrana ponownie)
3. "Reinvention" (wersja nagrana ponownie)
4. "The Pain of Separation" (wersja nagrana ponownie)
5. "Forever" (wersja nagrana ponownie)
6. "Beneath the Encasing of Ashes" (Beneath the Encasing of Ashes)
7. "Torn Within" (Beneath the Encasing of Ashes)
8. "Forced to Die" (Beneath the Encasing of Ashes)
9. "A Breath in the Eyes of Eternity" (Beneath the Encasing of Ashes)
10. "Blood Turned to Tears" (Beneath the Encasing of Ashes)
11. "The Voices That Betray Me" (Beneath the Encasing of Ashes)
12. "When This World Fades" (Beneath the Encasing of Ashes)
13. "Surrounded" (Beneath the Encasing of Ashes)
14. "A Long March" (Beneath the Encasing of Ashes)
15. "Refined by Your Embrace" (Beneath the Encasing of Ashes)
16. "The Innocence Spilled" (Beneath the Encasing of Ashes)
17. "Behind Me Lies Another Fallen Soldier" (Beneath the Encasing of Ashes)
18. "Illusions" (wersja oryginalna)
19. "The Beginning" (wersja oryginalna)
20. "Reinvention" (wersja oryginalna)
21. "The Pain of Separation" (wersja oryginalna)
22. "Forever" (wersja oryginalna)